# Sociedade Filomática de Paris
A Sociedade Filomática de Paris (francês: Société philomathique de Paris) é uma sociedade científica e filosófica pluridisciplinar, criada em 10 de dezembro de 1788, por iniciativa do agrônomo Augustin-François Silvestre (1762-1851) e do mineralogista Alexandre Brongniart (1770-1847).